# Ретече
Ретече (словен. Reteče) — поселення в общині Шкофя Лока, Горенський регіон, Словенія. Висота над рівнем моря: 351,9 м.